# Zapotekisch

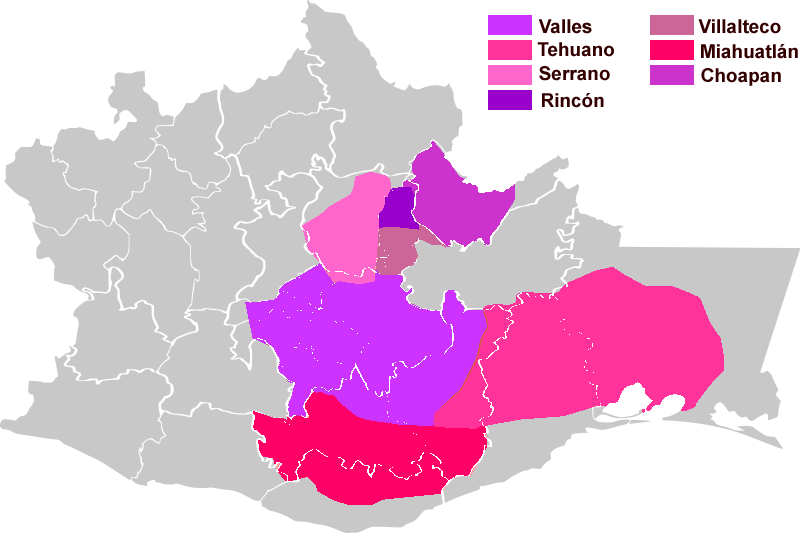
Verbreitung des Zapotekischen in Oaxaca

Zapotekisch (zapotekisch diidxazá) ist eine indigene Sprache in Mexiko bzw. eine Gruppe nahe miteinander verwandter Sprachen, gesprochen von der Ethnie der Zapoteken. Sie gehört zusammen mit der Chatino-Sprache zu einem Zweig der östlichen Otomangue-Sprachen, die wiederum zur Sprachfamilie der Otomangue-Sprachen gehören (zusammen mit Otomí, Chinantekisch, Popoloca, Tlapanekisch und Mixtekisch).
Zapotekisch wurde nach der Volkszählung von 2020 von etwa 490.000 Menschen insbesondere im Bundesstaat Oaxaca sowie in Teilen von Veracruz gesprochen. Auf Grund der geographischen Zersplitterung des Sprachgebiets gibt es stark voneinander abweichende regionale Varianten. SIL International unterteilt das Zapotekische in mehrere Einzelsprachen.
Zapotekisch ist eine Tonsprache. In der Regel folgt es dem Satzbau Verb-Subjekt-Objekt (VSO).